# Eesti Telefilm
Eesti Telefilm (kurz ETF) ist eine Filmproduktionsgesellschaft des öffentlich-rechtlichen Rundfunks in Estland.
1956 begann Eesti Telefilm seine ersten Dreharbeiten als Teil der Fernsehanstalt Eesti Televisioon. 1965 wurde Eesti Telefilm ein eigenständiger Betrieb. 1971 wurde die Hauptproduktion zum Zentralfernsehen der Sowjetunion nach Moskau verlegt. Im Ergänzungsband der Estnischen Sowjetischen Enzyklopädie von 1978 ist angegeben, dass Eesti Telefilm jährlich 35-mm-Filme in Länge von 14,5 Stunden produziere, darunter Spiel-, Dokumentar-, Musik- und Lehrfilme. ETF-Filme seien in 57 Ländern vorgeführt worden. Anfang der 2000er Jahre stellte das Unternehmen die Filmproduktion aus finanziellen Gründen ein. 2023 wurde die Marke Eesti Telefilm wiederbelebt, als die estnische Rundfunkanstalt ERR den Fernsehfilm Jurõk in Zusammenarbeit mit der ukrainischen Filmproduktionsfirma Osnova herstellte. Weitere Produktionen folgten.